# Ligne de tramway 65 (Anvers)
La ligne 65 est une ancienne ligne du tramway vicinal d'Anvers de la Société nationale des chemins de fer vicinaux (SNCV) qui reliait Anvers à Kapellen entre 1911 et 1967.

## Histoire
5 mai 1911 : mise en service en traction électrique entre Anvers et Sint-Mariaburg; écartement du Cap (1 067 mm); la section Anvers - Merksem Kleine Barreel est commune avec la ligne Anvers - Wuustwezel; exploitation par la société des Vicinaux anversois (VA); capital 22.
1919 : mise à l'écartement métrique (1 000 mm).
1920 : reprise de l'exploitation par la SNCV.
31 juillet 1927 : extension de Sint-Mariaburg vers Kapellen.
1er décembre 1928 : extension de Kapellen vers Kapellen (Putte) Frontière.
1er mars 1934 : section Kapellen - Kapellen (Putte) reprise par la nouvelle ligne Anvers - Kapelle (Putte)[réf. souhaitée].
27 mai 1967 : suppression, remplacement par un autobus sous le même indice.